# Leitoscoloplos fragilis
Leitoscoloplos fragilis är en ringmaskart som först beskrevs av Addison Emery Verrill 1873.  Leitoscoloplos fragilis ingår i släktet Leitoscoloplos och familjen Orbiniidae. Inga underarter finns listade i Catalogue of Life.